# Ţāleb ābād
Ţāleb ābād (persiska: طالب آباد, Taleb Abad) är en ort i Iran.   Den ligger i provinsen Teheran, i den centrala delen av landet, 24 km söder om huvudstaden Teheran. Ţāleb ābād ligger 990 meter över havet och antalet invånare är 4 850.
Terrängen runt Ţāleb ābād är platt åt sydväst, men åt nordost är den kuperad. Terrängen runt Ţāleb ābād sluttar söderut.Runt Ţāleb ābād är det tätbefolkat, med 297 invånare per kvadratkilometer. Närmaste större samhälle är Qarchak, 9,0 km söder om Ţāleb ābād. Trakten runt Ţāleb ābād består till största delen av jordbruksmark.